# All That Matters (пісня Джастіна Бібера)
«All That Matters» (укр. Все, що має значення) — пісня канадського співака Джастіна Бібера. Це другий сингл з його другого компіляційного альбому Journals (2013). Вона була випущена 14 жовтня 2013 року. Пісня стала другим треком із серії Бібера «Музичні понеділки», перший з яких «Heartbreaker», який вийшов 7 жовтня. Бібер випускав новий сингл щопонеділка протягом 10 тижнів з 7 жовтня по 9 грудня 2013 року.

## Музичне відео
Музичне відео на «All That Matters», режисер Коліна Тіллі, вийшов 2 грудня 2013 року. У кліпі знялася модель Кайлін Руссо. В інтерв'ю в грудні 2013 року Бібер підтвердив, що написав пісню, коли перебував у «щасливому місці» коли зустрічався із Селеною Гомес, поки вони не розлучилися на початку 2013 року. Станом на 31 липня 2019 року відео на YouTube переглянули понад 203 мільйони разів.

## Виконання наживо
Бібер виконав пісню разом з Аріаною Ґранде під час її концертного туру The Honeymoon Tour. Пізніше Бібер виконав пісню на Wango Tango 2015.

## Чарти
| Чарт (2013–14)                            | Найвища позиція |
| ----------------------------------------- | --------------- |
| Австралія (ARIA)                          | 41              |
| Австрія (Ö3 Austria Top 75)               | 34              |
| Бельгія (Ultratop Flanders)               | 19              |
| Бельгія Urban (Ultratop Flanders)         | 4               |
| Бельгія (Ultratop Wallonia)               | 28              |
| Канада (Canadian Hot 100)                 | 14              |
| Данія (Tracklisten)                       | 1               |
| Франція (SNEP)                            | 40              |
| Німеччина (Official German Charts)        | 46              |
| Італія (FIMI)                             | 19              |
| Нідерланди (Mega Single Top 100)          | 11              |
| Нова Зеландія (RIANZ)                     | 37              |
| Норвегія (VG-lista)                       | 14              |
| Іспанія (PROMUSICAE)                      | 16              |
| Швейцарія (Media Control AG)              | 17              |
| Велика Британія (Official Charts Company) | 20              |
| США (Billboard Hot 100)                   | 24              |